# Abraham Erskine
Abraham Erskine é um personagem fictício da Marvel Comics, um cientista da década de 1940 que desenvolveu primeiramente o Soro do Super-Soldado, bem como os raios-vita, projetados para criar um exército de seres humanos cuja superioridade física ajudariam os Estados Unidos e os Aliados a vencerem a Segunda Guerra Mundial.

## Histórico
O cientista foi criado por Joe Simon e Jack Kirby com o nome de Josef Reinstein, o nome foi revisto duas vezes após o retorno do Capitão América na Marvel, Primeiro, Roy Thomas, acrescentou que "Josef Reinstein" era um apelido, mas não forneceu um nome "real" para o personagem em uma história de 1975 ambientada durante a Segunda Guerra Mundial. O nome Abraham Erskine não seria usado no personagem até anos mais tarde.

## Biografia
Abraham Erskine é um bioquímico e físico alemão que passou grande parte de sua vida estudando a espécie humana. Durante este tempo ele desenvolve um programa de dieta e exercício, juntamente com um soro e "raios-vita", que iria transformar uma pessoa comum em um "super soldado". Horrorizado quando testemunhou Adolf Hitler e o Barão Zemo testarem um "raio da morte" em um humano, ele procurou os Estados Unidos para desertar da Alemanha Nazista. Depois que o Exército dos Estados Unidos o tirou da Alemanha e forjou sua morte, ele assumiu o pseudônimo de "Josef Reinstein".
Ao aplicar o soro e os raios-vita em Steve Rogers, o garoto franzino tornou-se um homem forte e adotou a identidade de Capitão América. Depois de obter sucesso, um agente espião nazista chamado Heinz Kruger, infiltrado na base militar ultra-secreta, mata Erskine para que ele não pudesse continuar com o projeto. Rogers, já transformado, persegue e captura o espião, que comete suicídio.

## Outras mídias
Televisão
- Abraham Erskine foi adaptado em duas séries de desenho animado, The Marvel Super Heroes e The Avengers: Earth's Mightiest Heroes.

Filmes
- Dr. Maria Vaselli, interpretada por Carla Cassoli, é uma cientista italiana que teve um papel semelhante ao Dr. Erskine no filme Captain America de 1990.

- No filme Captain America: The First Avenger, Abraham Erskine foi interpretado por Stanley Tucci.